# Mujeres Creando
Mujeres Creando é um movimento anarcafeminista boliviano, surgido em 1992, que tem a rua como foco de suas atividades, utilizando do grafite e das performances como expressão. O grupo é liderado por María Galindo.

## História
O movimento nasceu em 1992 como Comunidad Creando, num bairro da periferia da cidade de La Paz e nesse mesmo ano se converteu em Mujeres Creando, com uma proposta de feminismo antirracista com a intenção de questionar a uma elite de mulheres que consideravam privilegiadas, e que separavam o público e privado e o trabalho manual do trabalho intelectual. Também tinham o objetivo de interferir na esquerda boliviana, onde militavam suas três primeiras integrantes, questionando que colocassem às mulheres em posição de objeto e recuperar o anarquismo boliviano de inícios do século XX.
O grupo fundador inicial foi conformado por María Galindo, Mónica Mendoza, Julieta Paredes, e outros membros incluindo duas das então únicas ativistas abertamente lésbicas da Bolívia. Com o tempo incorporaram-se novas participantes. Julieta Paredes desvinculou-se do movimento aproximadamente em 2004. As fundadoras, descrevem Mujeres Creando como:

Mujeres Creando tem duas casas autogestionarias, de onde desenvolvem diferentes atividades políticas e culturais, além de prover serviço de hospedagem e alimentação, estas são:
- "La Virgen de los Deseos" (a Virgem dos Desejos), na cidade de La Paz
- "Los Deseos de la Virgen" (Os Desejos da Virgem), na cidade de Santa Cruz

## Ideologia
O Mujeres Creando é anarquista e feminista. Em sua página de financiamento coletivo, afirmam:
| “ | Denunciamos e questionamos as mulheres que se autodenominavam feministas, mas que foram absorvidas pelo aparelho estatal de todos os governos para transformá-las em tecnocratas funcionais de género e em “organizações não-governamentais” que lucraram com a pobreza e cooptaram mulheres de diferentes sectores para torná-las beneficiários submissos. 'O neoliberalismo agora se disfarça de mulheres sedentas de poder,' escrevemos então nas paredes. | ” |

Assim, além de serem críticas ao movimento conservador boliviano, também se opuseram ao MAS e Evo Morales.

## Intervenções

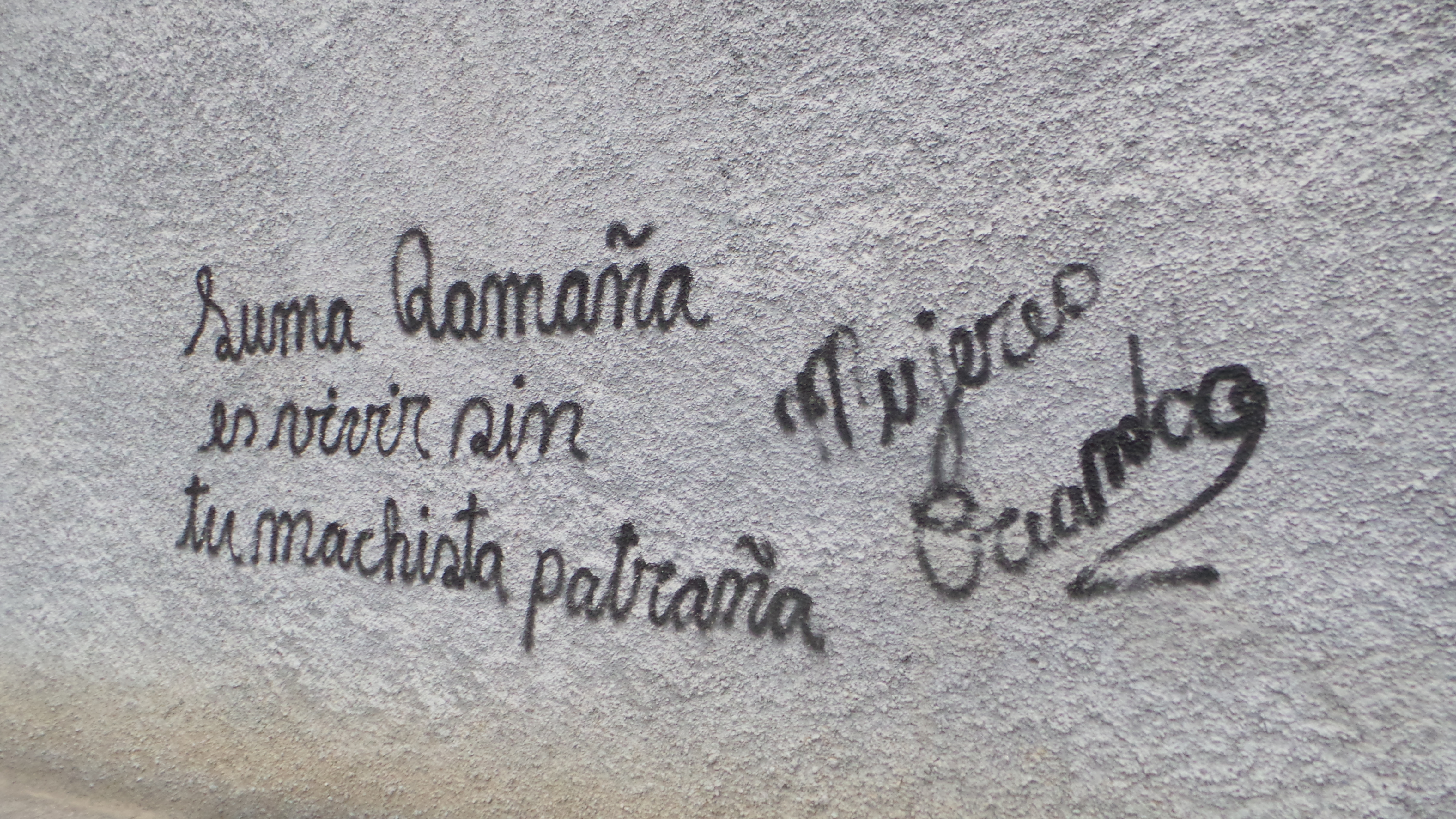
Pichação do Mujeres Creando em La Paz, 2017

Os espaços onde constroem e desenvolvem suas atividades criativas são fundamentalmente as ruas. Atuam a partir de uma variedade de intervenções, teatro de rua e ações contra a pobreza. Têm um jornal chamado Mulher Pública, livros publicados em poesia, teoria feminista, sexualidade, e vídeos tópicos. Em 2016 produziram um programa de televisão. Desde 2007 operam Rádio Desejo 103.3 FM.

### Grafite
Desde a sua criação, Mujeres Creando interveio no espaço público com graffitis, que foram desenvolvidos ao longo da sua existência e são relacionados ao feminismo em geral, além de temáticas de conjuntura que têm causado polêmica em múltiplas ocasiões.

### Detidos e sem sentença
Em 1997 Mujeres Creando apoiou a greve de fome iniciada pela pesquisadora mexicana Raquel Gutiérrez detida a 9 de abril de 1992 numa moradia de El Alto para denunciar sua detenção durante cinco anos sem julgamento. Antes e depois foram detidos outros membros do EGTK, entre eles Felipe Quispe, os irmãos Linera, Silvia de Alarcón, Juan Carlos Pinto. A 25 de abril Gutiérrez conseguiu sua liberdade e depois dela saíram todos os presos acusados de pertencer ao EGTK em liberdade provisória. 20 anos depois numa performance em La Paz, Gutiérrez agradeceu o apoio do Mujeres Creando. María Galindo recordou:
| “ | Fomos isoladas pela sociedade, apontadas pela homofobia social, expulsas do direito de fazer política, por isso o encontro com Raquel foi um espaço de libertação. | ” |

### Organização Deudora
Em 2001, Mujeres Creando ganhou atenção internacional devido ao seu envolvimento na ocupação da Agência Boliviana de Supervisão Bancária, em solidariedade à Deudora, uma organização de endividados com instituições de microcrédito. Os devedores exigiram o perdão total da dívida e obtiveram algum sucesso limitado.
Em 15 de agosto de 2002, a polícia de La Paz prendeu membros do Mujeres Creando e apoiadores envolvidos na produção de um filme educativo que tratava da violência em relação aos direitos humanos das mulheres. A violência policial foi condenada pela Comissão Internacional de Direitos Humanos de Gays e Lésbicas.

### Treze horas de rebelião
Em 2014 foi apresentado o documentário Treze Horas de Rebelião dirigido por Galindo e produzido pelo Mujeres Creando, no qual, por meio de seis curtas-metragens, são apresentadas as situações enfrentadas pelas mulheres bolivianas: objetificação do corpo feminino, aborto, violência sexista, masculinidade. O que há de inovador no trabalho está na abordagem de cada um deles. A combinação entre ficção e realidade e a capacidade de explorar a insatisfação das mulheres com os parâmetros que apoiam e a sublevação destes que propõem.

### Posição sobre o aborto
Mujeres Creando é um grupo pró-escolha, sob a filosofia libertária de soberania sobre o próprio corpo ("meu corpo, minhas regras"). A líder do movimento, Galindo, explicou que a criminalização da prática do aborto é utilizada por “abortistas” para extorquir dinheiro às mulheres que necessitam da intervenção. Em geral, acrescenta, quem frequenta estes centros são adolescentes com recursos econômicos limitados.
Paralelamente, a ativista considerou que a educação sexual deve ser encarada como uma matéria válida dentro do currículo vigente em todas as unidades educativas do nível secundário de Bolívia.
| “ | A questão da sexualidade é abordada no país como um tabu dentro de um duplo padrão, e legitimando uma sexualidade violenta e sexista. | ” |
|   | — María Galindo. |   |

Em março de 2017, Mujeres Creando realizou um protesto a favor do aborto em frente à Catedral Metropolitana de La Paz. As manifestantes instalaram-se nas portas da Catedral situada em praça Murillo, algumas delas vestidas de freira, portando cartazes denunciando a atitude e a hipocrisia da igreja em frente ao aborto e recordando a existência de abortos clandestinos nos conventos.

### Altar blasfemo
Em outubro de 2016, o coletivo apresentou um mural crítico à Igreja Católica, intitulado Altar Blasfemo, pintado na fachada do Museu Nacional de Arte da Bolívia, no contexto da Bienal Internacional de Arte SIART. Nele foram vistos ícones religiosos subvertidos, como um Cristo carregando três falos, junto com frases como Ave Maria, cheia de rebelião, Nem a terra nem as mulheres são território de conquista ou Que Deus fique órfão sem mãe, nem virgem Estas mensagens despertaram a indignação de católicos .
Um dia depois, um grupo de dezenas de pessoas cobriram todos os símbolos do mural com pintura branca ao mesmo tempo em que rezavam Ave Marías.
Anteriormente, Mujeres Creando trabalhou com a organização "Ateos y Ateas de Bolivia" fundada em 2012, com a qual foi realizado o programa de rádio "Sin Dios Ni Diablo," o primeiro programa de ateísmo explícito na rádio e no qual foram participantes: Fernando I. Mérida (advogado), Rodolfo Santibáñez (professor de filosofia), Óscar Oviedo (psicólogo), José Gutiérrez (engenheiro), Pedro Parodi (antropólogo), Steve Conde (psicólogo) e Rolando Narvaes (artista).

### Estudo sobre homofobia na Assembleia Legislativa
Em junho de 2017 apresentou o livro “ Não há liberdade política sem liberdade sexual." O livro é produto da investigação realizada entre 2015 e 2016 na Assembleia Legislativa Plurinacional sobre homofobia na Assembleia Legislativa, patrocinada pela Vice-Presidência do Estado Plurinacional da Bolívia após um conflito gerado por algumas declarações homofóbicas do porta-voz do MAS na bancada contra o Mujeres Creando. Para o estudo foram utilizados dois instrumentos: entrevistas de no máximo 20 minutos com cada parlamentar e uma pesquisa geral a ser aplicada em sessão coletiva. A publicação do estudo foi realizada com apoio de crowdfunding da plataforma Verkami.

### Radio Deseo
A Radio Deseo tem sido o espaço de divulgação do coletivo e fórum de grupos com iniciativas de comunicação através de sua Escola de Rádio. Nasceram na Rádio Deseo programas como: Sou Trabalhadora Doméstica com orgulho e dignidade de trabalhadoras domésticas como Yola Mamani e Victoria Mamani se destacaram.

### Documentários
Treze horas de rebelião. (2014)